# Haplopediasia
Haplopediasia és un gènere monotípic d'arnes de la família Crambidae. Conté només una espècie, Haplopediasia aurantilineellus, que es troba a Brasil (São Paulo).